# Nad Blatinou
Nad Blatinou je přírodní památka poblíž obce Jeřice v okrese Jičín. Oblast spravuje Agentura ochrany přírody a krajiny ČR. Důvodem ochrany jsou dubohabrové háje v intenzívně obdělávané krajině s výskytem zvláště chráněných druhů rostlin.

## Galerie

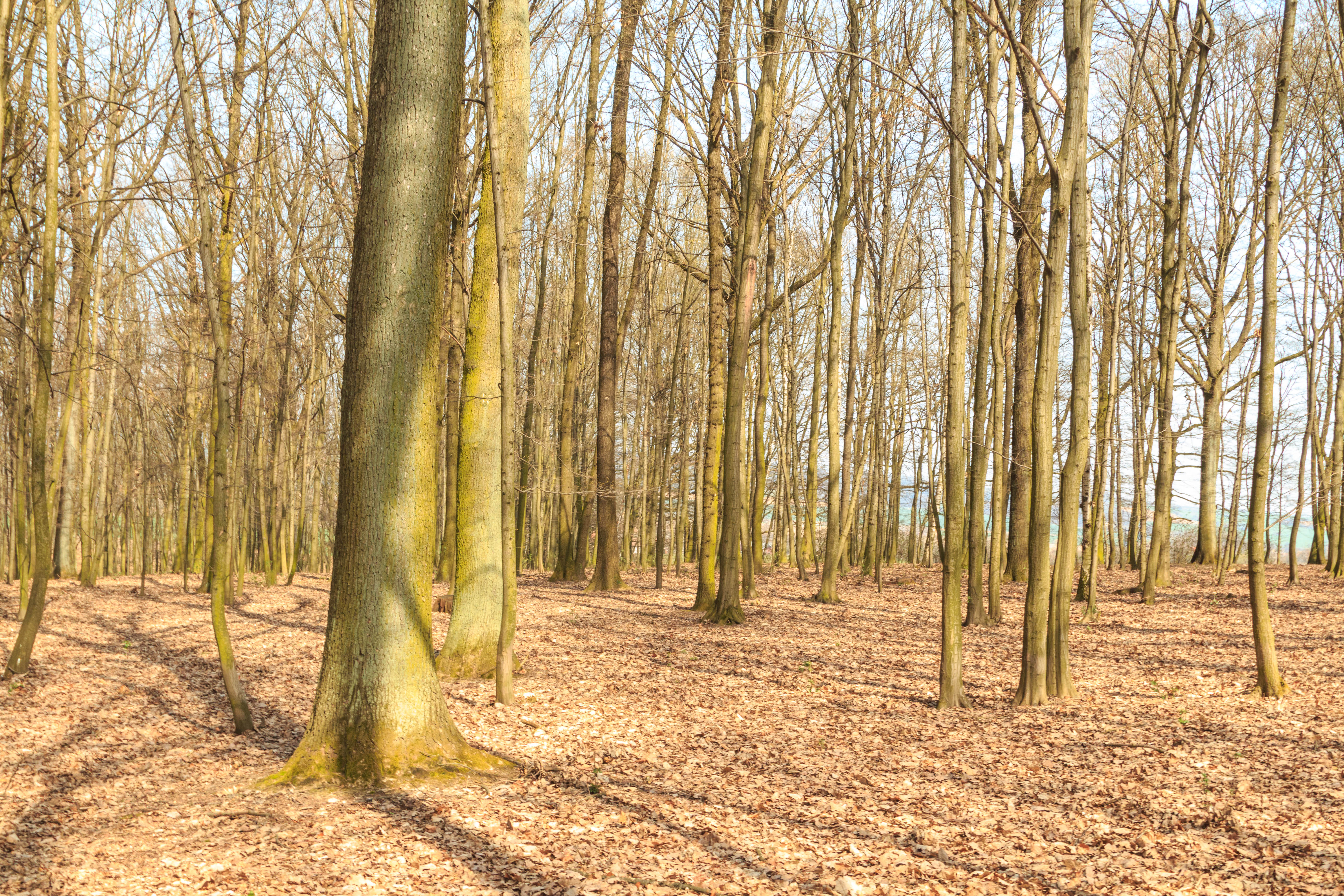
Přírodní památka Nad Blatinou
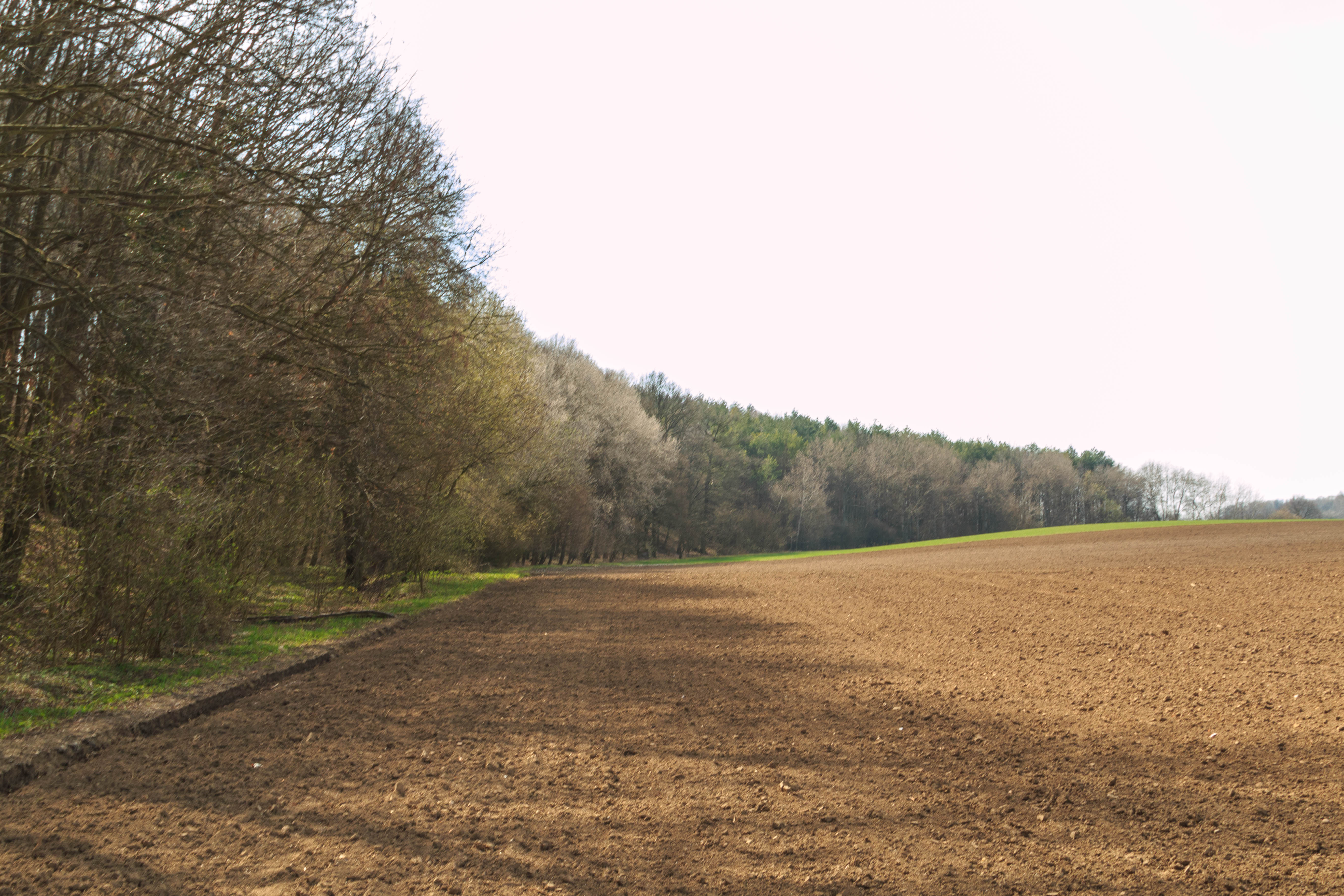
Přírodní památka Nad Blatinou
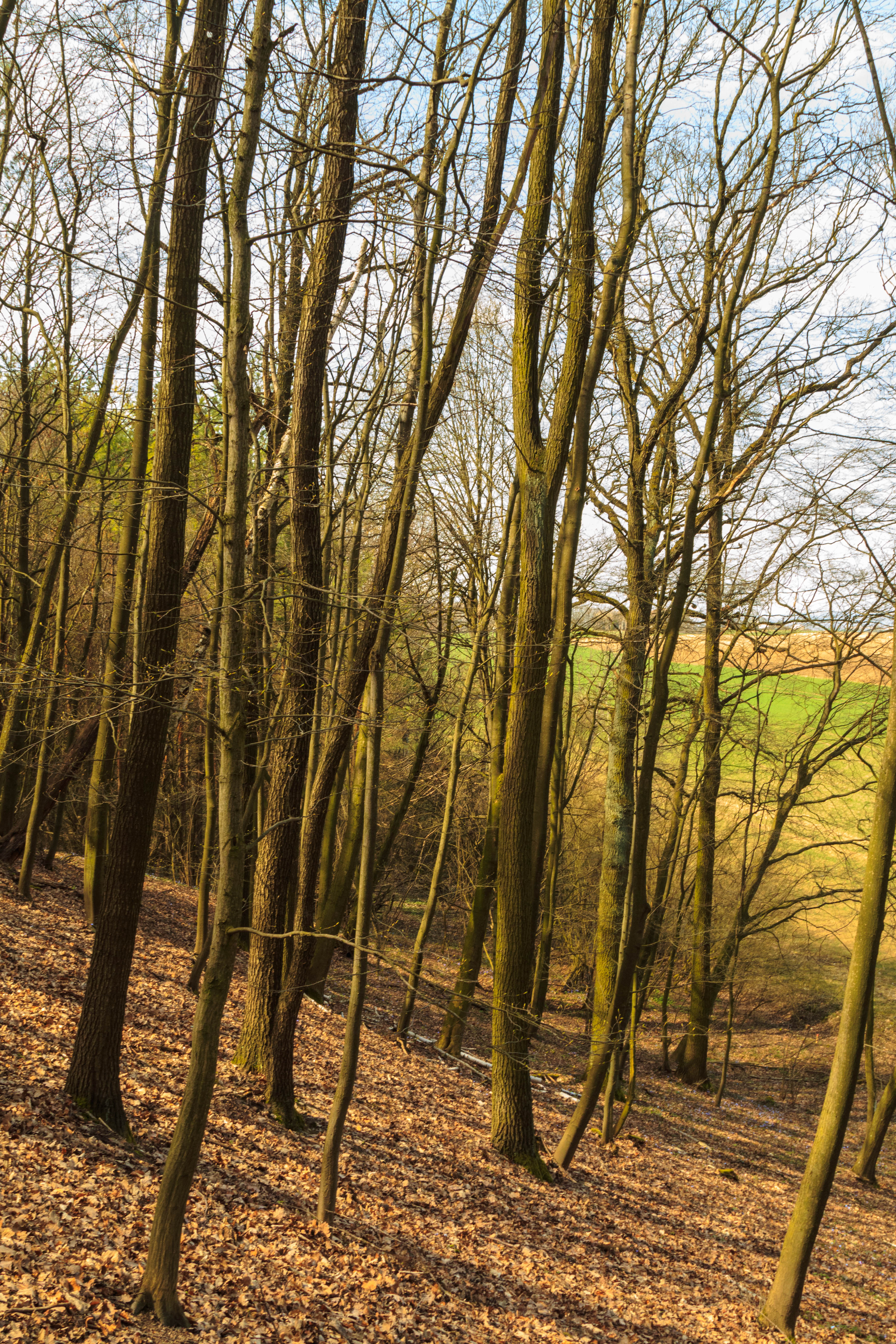
Přírodní památka Nad Blatinou
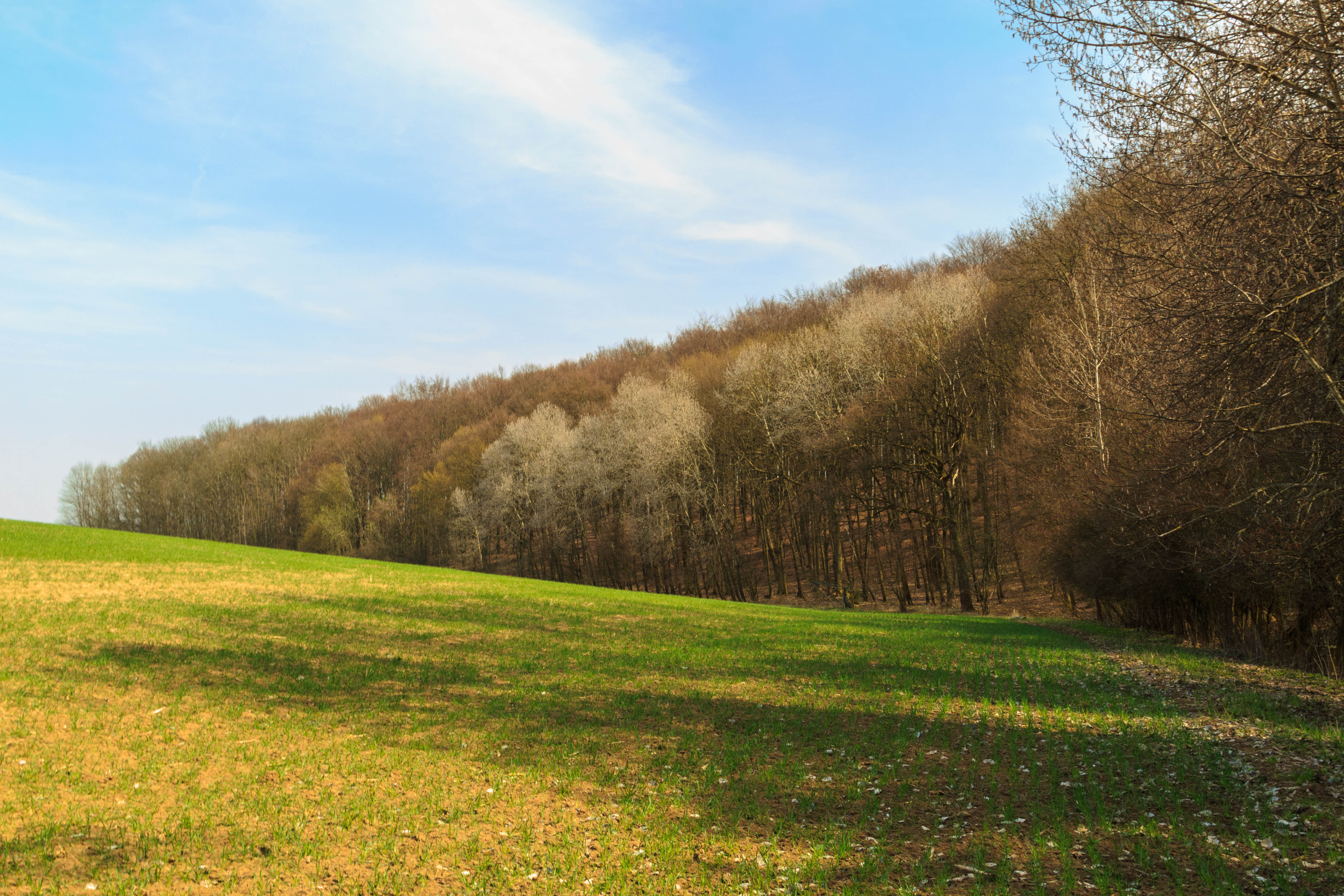
Přírodní památka Nad Blatinou